# Житниця (Кирджалійська область)
Жи́тниця (болг. Житница) — село в Кирджалійській області Болгарії. Входить до складу громади Черноочене.

## Населення
За даними перепису населення 2011 року у селі проживали 248 осіб, усі — турки.
Розподіл населення за віком у 2011 році:
Динаміка населення: